# (896) Сфинкс
(896) Сфинкс (лат. Sphinx) — астероид главного пояса астероидов, открытый 1 августа 1918 года немецким астрономом Максом Вольфом в Гейдельбергской обсерватории на юго-западе Германии и назван в честь существа из греческой и египетской мифологии Сфинкса.

## Физические характеристики
На основании кривых блеска был определён период вращения астероида, равный 21,036 часа. Также есть альтернативные измерения, в которых период составляет 10,541.
Вероятно астероид имеет две оси вращения в точках (172°, 20°) и (352°, 42,0°) в эклиптических координатах (λ, β).
Отражающая способность астероида по данным исследований, проведённых инфракрасными спутниками IRAS, Akari и WISE, варьируется между 0,197 и 0,242.
Исходя из яркости и альбедо, рассчитано значение диаметра астероида, который равен от 11,974 до 14,45 км.